# عبدالناصر درخشان
عبدالناصر درخشان سیاستمدار ایرانی و نماینده مجلس شورای اسلامی از حوزه انتخابیه ایرانشهر، سرباز، دلگان، فنوج، بمپور، بنت، لاشار، آشار و آهوران بود. وی موفق شد در یازدهمین دوره انتخابات مجلس شورای اسلامی که در تاریخ ۲ اسفند ۱۳۹۸ برگزار شد، با کسب ۹۵ هزار و ۸۹۶ رأی از مجموع ۱۹۶ هزار و ۴۰۳ رأی، از حوزه انتخابیه ایرانشهر، سرباز، دلگان، فنوج، بمپور، بنت، لاشار، آشار و آهوران از استان سیستان و بلوچستانانتخاب گردد و به مجلس راه یابد.
وی دارای کارشناس ارشد مدیریت (MBA) دانشگاه پونا و مدرک دکترای مدیریت صنعتی از دانشگاه مالتیمدیا کوالا لامپور مالزی بوده و استادیار و عضو هیئت علمی دانشگاه ولایت ایرانشهر است.

## شورای عالی صنایع دریایی کشور
درخشان در تاریخ ۲۳ مرداد ۱۴۰۱ با ۱۱۴ رای از مجموع ۱۴۳ رای نمایندگان مجلس یازدهم به عنوان ناظر در شورای عالی صنایع دریایی کشور انتخاب گردید 
با انتخاب درخشان به عنوان ناظر شورای عالی صنایع دریایی کشور جلسهٔ در سطح اعضای اصلی (رئیس‌جمهور و وزرا) بعد از شش سال برگزارشد  

## موضع‌گیری‌ها

### لغو بررسی طرح صیانت از فضای مجازی در قالب کمیسیون مشترک
عبدالناصر درخشان درجلسه ۱۱۶مجلس شورای اسلامی با لغو بررسی طرح مذکور در اصل۸۵ اظهار داشت:از همه نمایندگان خواهش می‌کنم خارج از فضای احساسی و براساس منطق و عقلانیت تصمیم بگیرند. مگر ما چند سال گذشته چنین تجربه‌ای را نداشتیم؟ به دنبال جایگزین کردن جست‌وجوگر داخلی به جای جست‌وجوگر خارجی بودیم و جست‌وجوگر یوز را ایجاد کردیم؛ نتیجه آنچه شد؟ بسیاری از مسائل اقتصادی مردم امروز با فضای مجازی گره خورده است.
اگر ما امروز تصمیم غلط بگیریم باید در برابر تاریخ و وجدان خود و مردم پاسخگو باشیم. عمده‌ترین فضای تنفس اجتماعی مردم در شبکه‌های اجتماعی و فضای مجازی است این تنفس را از مردم نگیرید. بخش قابل توجهی از زندگی اجتماعی مردم با این فضا گره خورده است؛ نباید تصمیمات نسنجیده اتخاذ کنیم امید مردم به مجلس است.

### خط لوله گاز
در مورخ ۱۴۰۰/۰۱/۲۹ درخشان در صحن علنی مجلس با انتقاد از کمبود سیلندر گاز و نبود گاز شهری اظهار داشت: خط لوله گاز از شهرها و روستاهای حوزه انتخابیه می‌گذرد در حالی که شما خط لوله را به صدها کیلومتر به شهرهای مختلف استان انتقال داده‌اید؛ این مهم جای قدردانی دارد اما مردمانی که خط لوله گاز را می‌بینند اما مشکل سیلندر گاز دارند موضوعی است بس دردناک برای مردم حوزه انتخابیه و ملت سرزمین‌تان.

### احیا شرکت صنایع بافت بلوچ
در حالی چندین دهه از ممنوعیت کشت پنبه در سیستان وبلوچستان زمان می‌گذرد که بزرگ‌ترین کارخانه بافت در این دیار برای تأمین مواد اولیه با مشکلات زیادی مواجه است، با پیگیری‌های رخشان پنبه مجوز کشت گرفت

### رفع محرومیت استان سیستان و بلوچستان
درخشان در جریان مراسم تودیع و معارفهحسین مدرس خیابانی به عنوان استاندار سیستان و بلوچستان با حضور وحیدی
وزیر کشور در مورخ ۲۱ شهریور ۱۴۰۰ اظهار داشت:
تا کی باید محرومیت و مظلومیت سیستان و بلوچستان را فریاد زد؟ باید یکبار برای همیشه لکه ننگ محرومیت و مظلومیت از استان سیستان و بلوچستان زدوده شود
وی ادامه داد: مردم نجیب استان سیستان و بلوچستان به عنوان مردمانی کم ادعا می‌کنند کم گلایه می‌کنند اما برافراشته و استوار چون کوه صبور هستند انتظار داریم صدای مردم سیستان و بلوچستان شنیده و هم تراز با سایر استان‌های کشور باشد

## لباس بلوچی نمایندگان مطرح در صحن علنی

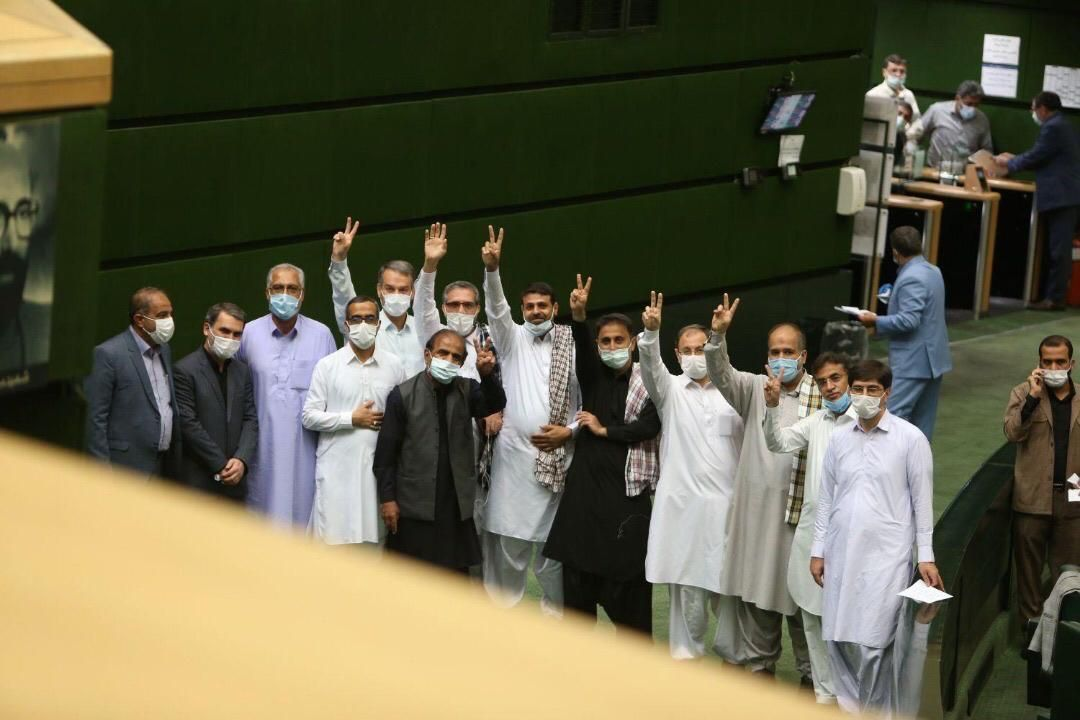
صحن علنی مجلس

درجریان دعوت نمایندگان جنوب استان سیستان و بلوچستان درخشان و معین‌الدین سعیدی، سفر جمعی از نمایندگان مطرح مجلس سید نظام‌الدین موسوی و سید محسن دهنوی و احمد نادری و علی خضریان جلال رشیدی کوچی و روح‌الله ایزدخواه و… در پی حمایت از اقدامات نمایندگان جنوب جهت رفع محرومیت‌های چندین ساله با لباس محلی بلوچی در صحن علنی مجلس حضور یافتند.

## کنفرانس بین‌المللی جمعیت و توسعه سازمان ملل متحد ((ICPD))
درخشان به عنوان رئیس نشست تخصصی «پایداری اقتصادی پیری جمعیت» در سی‌امین نشست کنفرانس بین‌المللی جمعیت و توسعه سازمان ملل متحد (ICPD) حضور پیدا کرده است کارگروه آموزشی نمایندگان پارلمان‌های کشورهای آسیایی پیرامون روند رشد جمعیت در منطقه آسیا و اقیانوسیه در چارچوب بررسی فرایند برگزاری سی‌امین نشست کنفرانس بین‌المللی توسعه و جمعیت سازمان ملل متحد ICPD)) در بانکوک تشکیل شد این کارگروه یک روزه در ۴ نشست تخصصی پیری جمعیت و کاهش باروری و جمعیت، بررسی خط و مشی جدید کنفرانس مذکور، پایداری اقتصادی پیری جمعیت و نقش پارلمان‌ها در بررسی جمعیت در حوزه ((ICPD)) برگزار شد.